# 横浜市立釜利谷南小学校
横浜市立釜利谷南小学校（よこはましりつ かまりやみなみしょうがっこう）は、神奈川県横浜市金沢区釜利谷南にある市立小学校。

## 概要
釜利谷南地区はもともと山林地域であったが、東京・横浜のベッドタウンとして人口が急増し、本校が新設された。設置にあたり、校名は従来の古いイメージから脱し斬新的校名を希望する声もあったが、公的施設にこそ歴史的地名を残すべきとなり現在の校名に決まった。

## 沿革
出典
- 1989年（平成元年）4月1日 - 開校。所在地は横浜市金沢区釜利谷町1031番地の2。
- 1990年（平成2年）
  - 3月13日 - 校章制定、校旗作成。
  - 8月31日 - 校庭整備工事完了（造形砂場、校庭スタンド設置）。
- 1992年（平成4年）
  - 1月31日 - 横浜市立釜利谷南小学校PTA（とらいあんぐる）設立。
  - 3月11日 - 校歌制定（作詩者：塚本邦雄、作曲者：木下大輔）
- 1993年（平成5年）
  - 3月24日 - 焼き釜庫設置。
  - 10月18日 - 住居表示実施により、所在地が横浜市金沢区釜利谷南4丁目12番1号となる。
- 1994年（平成6年）
  - 2月10日 - 5周年記念学校行事開催し、社会科資料写真パネル作成。
  - 8月23日 - 校庭改修工事完了（運動場・飼育小屋遊び場・畑）。
- 1995年（平成7年）4月5日 - 市民図書開設。
- 1997年（平成9年）12月 - 防災備蓄庫工事完了。
- 1998年（平成10年）10月31日 - 創立10周年記念行事開催（資料集作成・釜南音頭・記念植樹）。
- 2000年（平成12年） 
  - 6月 - はまっ子ふれあいスクール開設。
  - 7月26日 - 地域へプール開放開始。
- 2001年（平成13年）
  - 2月17日 - 3階ホールフローリング工事完了。
  - 7月1日 - 4組（個別支援学級）開設。
- 2002年（平成14年）6月13日 - 4組（個別支援学級）教室整備工事。
- 2003年（平成15年）4月1日 - 5組（個別支援学級）開設。
- 2005年（平成17年）6月21日 - 「事務用校内LAN」整備施工完了。
- 2006年（平成18年）8月25日 - ネットディ実施。
- 2008年（平成20年）
  - 3月18日 - 正門門扉工事完了。
  - 11月15日 - 創立20周年記念お祝いの会開催し、20周年記念歌「夢と希望の船」作成。
- 2009年（平成21年）9月4日 - AB棟渡り廊下塗装工事完了
- 2010年（平成22年）4月17日 - 学校運営協議会発足。
- 2011年（平成23年）
  - 3月30日 - 西門電子鍵設置。
  - 8月18日 - スロープのギャラリー化。
- 2012年（平成24年）2月20日 - ゆめっ子農園の廃止に伴い学校に畑を作る。
- 2013年（平成25年）7月22日 - 教室の空調工事（運転開始は9月19日）。
- 2014年（平成26年）
  - 3月27日 - 防犯カメラを2階廊下に設置し、昇降口設置。
  - 8月24日 - 蛍光灯取り替え工事終了。
  - 9月12日 - 防鳥ネット設置。
- 2015年（平成27年）
  - 3月9日 - ソーランはちまき完成。
  - 8月 - ビオトープ水漏れ修理とサッシ工事。
- 2016年（平成28年）8月 - 体育館トイレ（多目的・様式化）改修工事。
- 2017年（平成29年）3月30日 - 屋外階段塗装工事終了。
- 2018年（平成30年）10月12日 - 創立30周年記念式典挙行し、学校マスコット「二レーナちゃん」誕生。
- 2019年（令和元年）9月 - 特別教室空調設備設置
- 2020年（令和2年）
  - 1月31日 - 新スプリンクラー設置。
  - 3月 - 放課後キッズクラブ開設。
  - 9月 - はまっこトイレ設置。
  - 10月30日 	スタディールーム空調設備設置。
  - 11月 - 校庭整備工事終了。
- 2021年令和3年5月28日 - 「GIGA開き」実施。1人1台タブレット端末での活動開始。
- 2022年（令和4年）2月1日 - 市有施設への再生可能エネルギー等導入事業により、「太陽光発電施設及び蓄電池設備」を設置し、運用開始。
- 2023年（令和5年）
  - 9月10日 - 屋上防水改修工事終了。
  - 9月19日 - 創立35周年記念航空写真撮影（図案は児童から公募で決定）。
  - 9月29日 - 創立35周年記念児童集会を開催し、創立当初の様子を振り返った。

## 通学区域
出典
- 釜利谷南1丁目（全域）
- 釜利谷南2丁目（1番～7番、42番～43番10号）
- 釜利谷南3丁目（全域）
- 釜利谷南4丁目（全域）

## 交通アクセス
- 京浜急行電鉄本線金沢文庫駅下車後、徒歩25分。
- 京急バス「文7」系統で、「パークタウン東」停留所下車後、徒歩2分。